# روز (مغنية)
روز (بالفرنسية: Rose)‏ هي ملحنة ومغنية فرنسية، ولدت في 24 مايو 1978 في نيس في فرنسا.

## وصلات خارجية
- الموقع الرسمي
- روز على موقع ميوزك برينز (الإنجليزية)
- روز على موقع ديسكوغز (الإنجليزية)